# 沙平賽島
沙平賽島是蘇格蘭的島嶼，位於北海海域，屬於奧克尼群島的一部分，長7.5公里、寬6公里，面積29.48平方公里，最高點海拔高度70米，2001年人口約300。

## 外部連結
- Shapinsay Development Trust （页面存档备份，存于）
- Shapinsay Feature Page on Undiscovered Scotland （页面存档备份，存于）

59°03′N 2°53′W / 59.050°N 2.883°W